# Americodema knighti
Americodema knighti är en insektsart som först beskrevs av Izyaslav M. Kerzhner och Schuh 1998.  Americodema knighti ingår i släktet Americodema och familjen ängsskinnbaggar. Inga underarter finns listade i Catalogue of Life.